# Noli Francisco
Noli Francisco (Cebu, 13 novembre 1939 – New Jersey, febbraio 2017) è stato un giocatore di poker filippino.
Ha lavorato in qualità di importatore, architetto e imprenditore immobiliare. 

## Biografia
Alle WSOP 1992 è finito secondo nel $2.500 Pot Limit Hold'em. Alle WSOP 1993, Francisco è finito secondo nel $2.500 No Limit Hold'em perdendo contro Phil Hellmuth.
Nel settembre 2003 ha vinto il $5.000 No Limit Hold'em Championship del World Poker Tour, vincendo $470.000. Il tavolo finale includeva giocatori del calibro di Carlos Mortensen e David Oppenheim.
Nell'agosto dell'anno seguente, è finito secondoles of Champion del WPT, con buy-in di $25.000. Al 2013 le sue vincite totali nei tornei live ammontano a circa $1.400.000.